# Le Héron
Le Héron is een dorp en voormalige gemeente in het Franse departement Seine-Maritime in de regio Normandië. De gemeente telde 250 inwoners (2022).

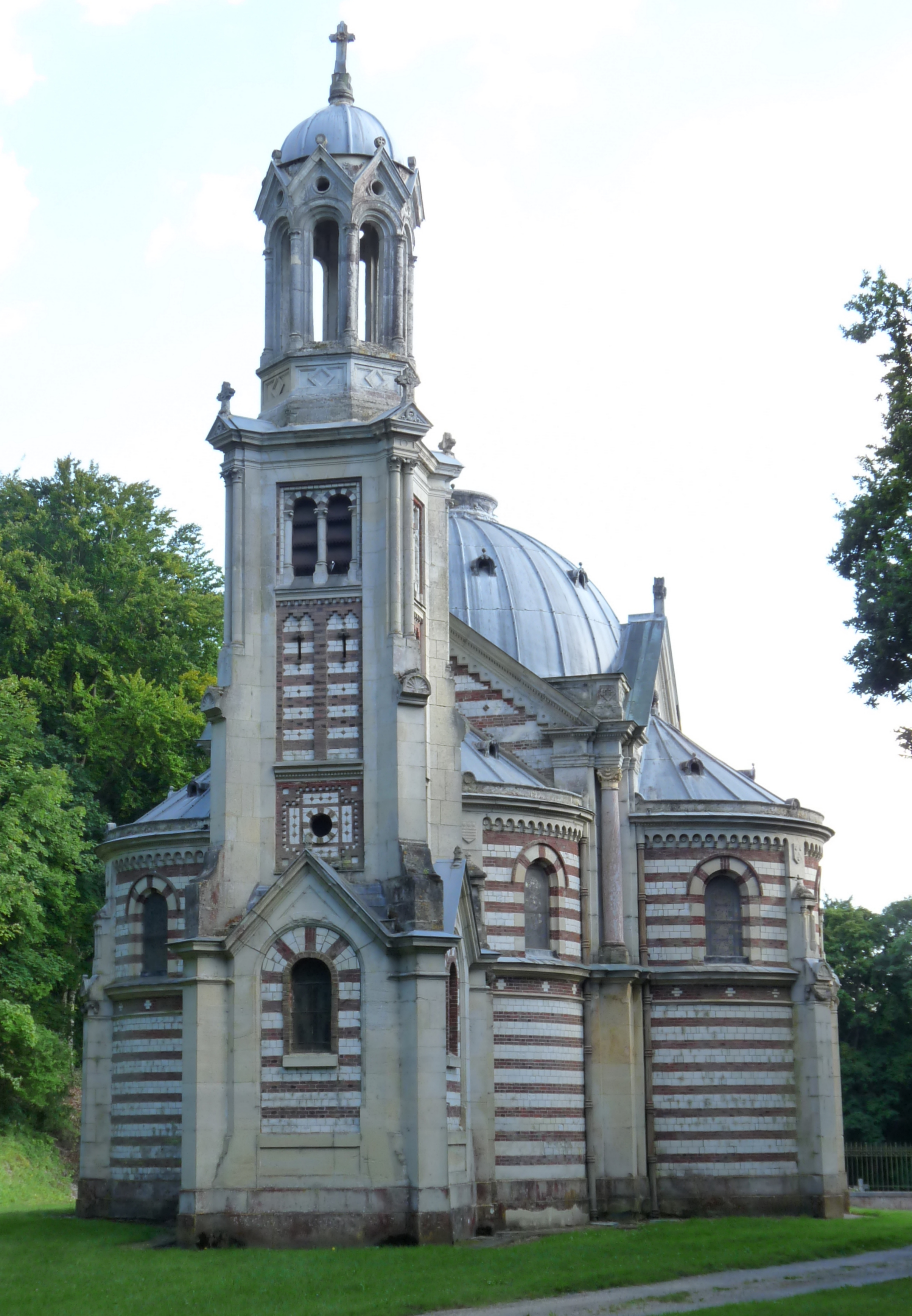
Église Saint-Michel

## Geschiedenis
Oude vermeldingen van de plaats gaan terug tot de 11de eeuw als Hairun. De 18de-eeuwse Cassinikaart toont hier de plaatsHeron.
Op het eind van het ancien régime eind 18de eeuw, toen de gemeenten werden gecreëerd, werd Héron een gemeente.
De kerk van Héron, de Église Notre-Dame-et-Saint-Gilles, werd door een brand vernield in 1879.
In 1962 werd de naam van de gemeente Héron officieel gewijzigd in Le Héron.
Op 1 januari 2015 werd de gemeente samengevoegd met buurgemeente Morville-sur-Andelle tot de nieuwe gemeente (commune nouvelle) Morville-le-Héron. Hierbij werd Le Héron overgeheveld van het Arrondissement Rouen naar het Arrondissement Dieppe.

## Geografie
De oppervlakte van Le Héron bedraagt 10,7 km², de bevolkingsdichtheid is 23,2 inwoners per km².
De oude dorpskern bevindt zich in het zuiden van Le Héron. Noordelijker liggen nog verschillende gehuchten, waaronder Le Mesnil, waar het gemeentehuis stond, Le Tot (bestaande uit Le Bas Tot en Le Haut Tot) en Les Hameaux.
De onderstaande kaart toont de ligging van Le Héron met de belangrijkste infrastructuur en aangrenzende gemeenten.

## Bezienswaardigheden
- De ruïne van de Église Notre-Dame-et-Saint-Gilles, de parochiekerk waarvan oude delen teruggingen tot de 12de eeuw, maar die in 1879 door een brand werd vernield.
- De Église Saint-Michel, ingeschreven als monument historique in 1989
- Het Manoir de Malvoisine, een kasteel, ingeschreven als monument historique in 1993

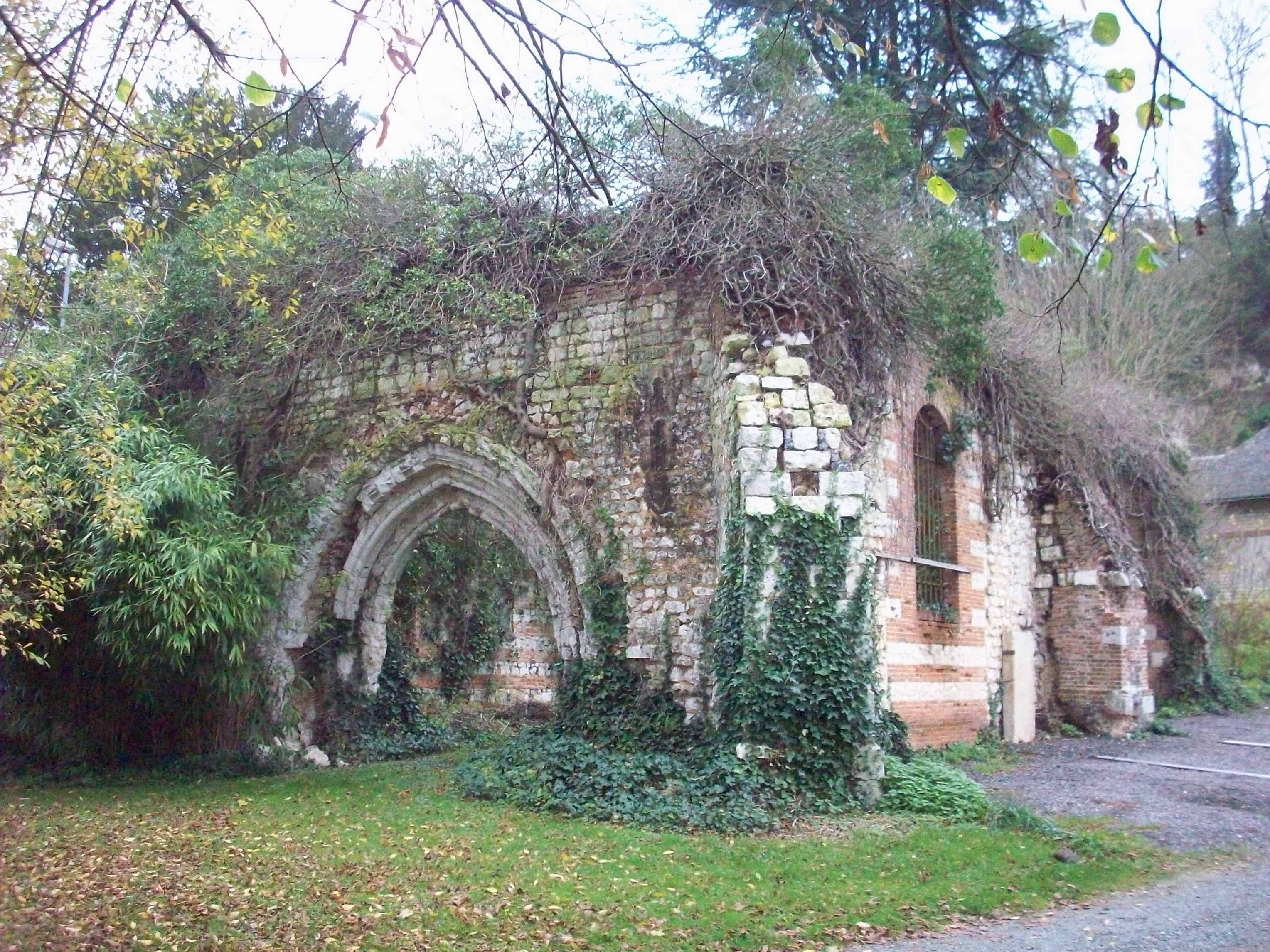
Ruïne van de Église Notre-Dame-et-Saint-Gilles
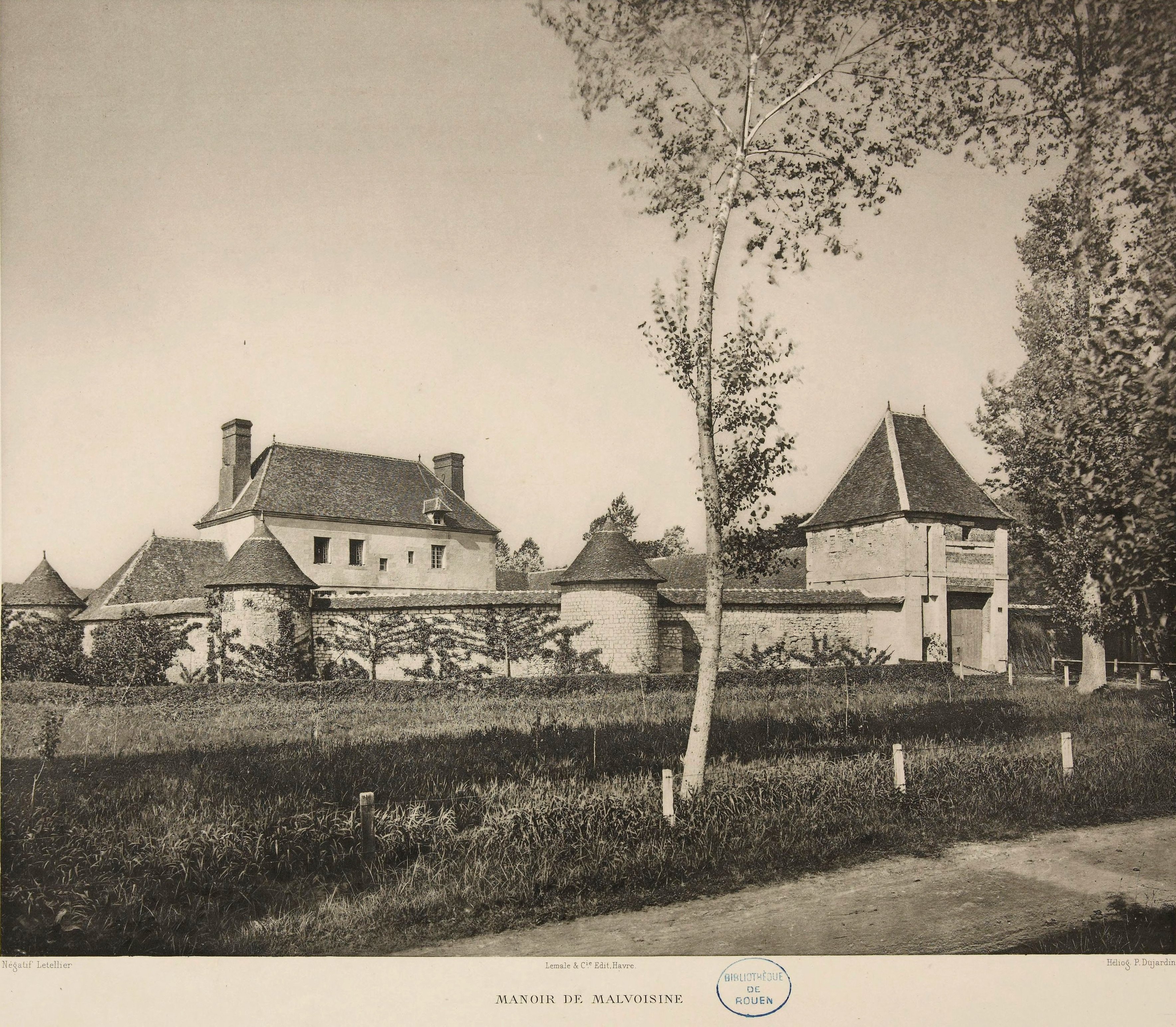
Manoir de Malvoisine

## Demografie
Onderstaande figuur toont het verloop van het inwonertal.
Clanquemeule · Les Hameaux · Le Héron · Le Mesnil · Morville-sur-Andelle · Le Tot